# Гацуковский сельсовет
Гацуковский сельсовет — административная единица на территории Слуцкого района Минской области Республики Беларусь.

## Состав
Гацуковский сельсовет включает 8 населённых пунктов:
- Белая Лужа — деревня.
- Белый Бор — деревня.
- Буда Гресская — деревня.
- Вежи — агрогородок.
- Веробьёво — деревня.
- Гацук — агрогородок.
- Евладовичи — деревня.
- Забелы — деревня.
- Залесье — деревня.
- Кривая Гряда — деревня.
- Озерцы — деревня.
- Ульяновка — деревня.
- Шведы — деревня.
- Шищицы — деревня.